# Indian Scout
Indian Scout (укр. Індіан Скаут) — сімейство мотоциклів, що виготовляються під брендом Indian Motorcycle у Сполучених Штатах Америки. Виробництво та продажі здійснювались різними компаніями, впродовж трьох окремих періодів часу: 
- з 1919 по 1949 рік — «Hendee Manufacturing Company» (згодом перейменована у «Indian Motocycle Company»), виготовляла мотоцикли у Спрингфілді, штат Массачусетс;
- з 2001 по 2003 рік — «The Indian Motorcycle Company of America» здійснювала виробництво у Гілрої, Каліфорнія;
- починаючи з 2015 року — «Indian Motorcycle», виготовляє Scout у місті Спірит-Лейк, Айова.

Модель 101 Scout, яку виготовляли з 1928 до 1931 року, називають найкращим мотоциклом, коли-небудь створеним під брендом Indian. Військові версії Scout використовували Збройні сили США та їхні союзники під час Другої світової війни. Після завершення війни Scout випускався мало, а невдовзі й сама компанія припинила своє існування. Створена 1999 року компанія «Indian Motorcycle Company of America» недовгий час, з 2001 по 2003 рік, виготовляла власну модель Scout використовуючи двигун зібраний із запчастин компанії S&S Cycle.
Після поглинання Indian Motorcycle корпорацією Polaris, новий власник вирішив повернути на ринок легендарний бренд. 2015 року розпочинається виробництво круїзера під назвою Scout. Наступного, 2016 року, на ринок виходить спрощена і здешевлена модель Scout Sixty. З 2024 року в лінійці з'являється модель 101 Scout, а станом на 2025 рік лінійка мотоциклів Scout розширена до 8 моделей, які виробляються і продаються одночасно. Scout є надзвичайно важливою ланкою в продуктовій лінійці компанії Indian Motorcycle. Продажі Scout становлять 40% від загальних обсягів продажів компанії та перевищують 50% від продажів за межами США. Scout є рекордсменом із залучення нових клієнтів до бренду Indian, за статистикою 93% покупців нових Scout є новими клієнтами компанії. За 10 років з моменту його презентації у 2015 році, компанія продала понад 110 тисяч мотоциклів цієї моделі.

## Історія розвитку

### Scout

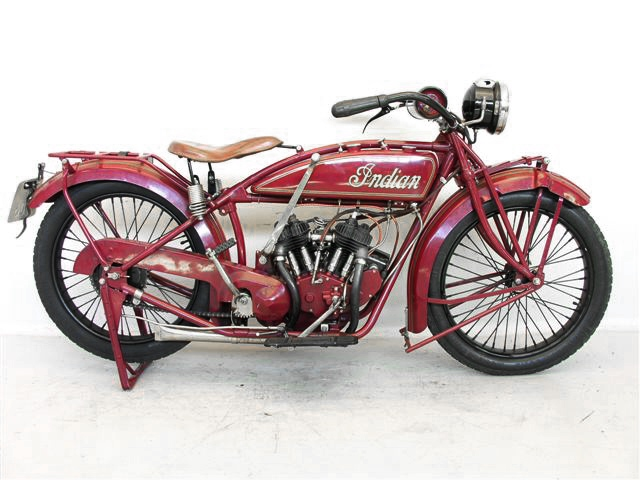
Один з перших Scout 1920 року

Розроблений Чарльзом Франкліном мотоцикл Scout було представлено в жовтні 1919 року, як модель 1920 року. Мотоцикл був оснащений двоциліндровим V-подібним двигуном з боковими клапанами. Кут розвалу циліндрів двигуна становив 42°. Триступенева трансмісія була встановлена безпосередньо на корпусі двигуна, що дозволяло реалізувати привід трансмісії за допомогою зубчатої передачі, що знаходилася в масляній ванні. Перші двигуни мали об'єм 37 дюймів кубічних (0,61 л), а у 1927 році об’єм двигуна збільшили до 45 дюймів кубічних (0,74 л). Об'єм паливного бака становив 11 літрів. Максимальна швидкість мотоцикла досягала 90 км/год. 
|                     | з двигуном 0,61 л                                                      | з двигуном 0,74 л                                                      |
| ------------------- | ---------------------------------------------------------------------- | ---------------------------------------------------------------------- |
| Параметри двигуна   |                                                                        |                                                                        |
| Тип двигуна:        | Чотиритактний V-twin повітряного охолодження, з розвалом циліндрів 42° | Чотиритактний V-twin повітряного охолодження, з розвалом циліндрів 42° |
| Об'єм двигуна:      | 37"³ (0,61 л)                                                          | 45"³ (0,74 л)                                                          |
| Діаметр поршня:     | 70 мм                                                                  | 73 мм                                                                  |
| Хід поршня:         | 78 мм                                                                  | 89 мм                                                                  |
| Потужність двигуна: | 11 к. с.                                                               | 18 к. с.                                                               |
| Трансмісія:         | 3-ступенева                                                            | 3-ступенева                                                            |
| Параметри мотоцикла |                                                                        |                                                                        |
| Колісна база:       | 1384 мм                                                                | 1422 мм                                                                |
| Розмір коліс:       | 20"x3"                                                                 | 18"x3,85" мм                                                           |
| Висота сідла:       | 711 мм                                                                 | 711 мм                                                                 |
| Передня підвіска:   | ресорна                                                                | ресорна                                                                |
| Задня підвіска:     | жорстка                                                                | жорстка                                                                |
| Вага порожнього:    | 143 кг                                                                 | 134 кг                                                                 |

### 101 Scout

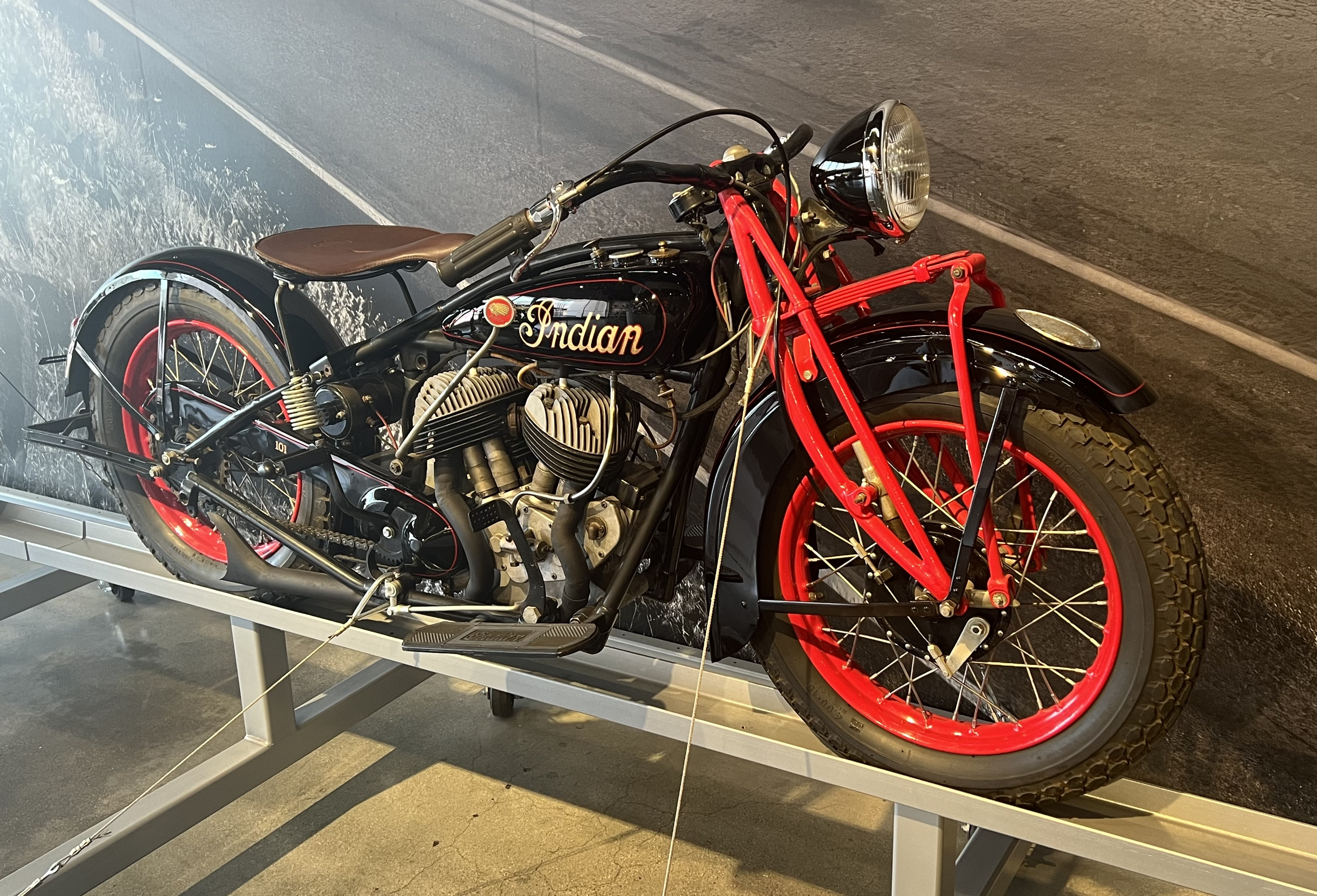
Indian 101 Scout 1928 року, в Автомобільний музей Петерсена

У середині 1928 року на заміну попередній моделі прийшов Scout Series 101, який так само створювався Чарльзом Франкліном. Мотоцикл отримав нову раму з більшим нахилом вилки, подовженою колісною базою та меншою висотою сидіння. Геометрія рами була запозичена з іншої моделі Indian 401, яка створювалася паралельно в той же час. Стандартний Scout 101 був оснащений двигуном з об'ємом 45 дюймів кубічних (0,74 л). Також на мотоцикл почали встановлювати передні гальма.
Модель 101 Scout відрізнялася низьким центром маси і відмінною керованістю, внаслідок чого вона набула значної популярності серед мотогонщиків та виконавців мотоциклетних трюків. Донині цю модель мотоцикла Scout називають найкращим, створеним під брендом Indian. Про унікальність цього мотоцикла, свідчить той факт, що 2024 року, деякі з цих машин, не зважаючи на свій майже столітній вік, підтримуються в робочому стані і продовжують використовуватись для виконання трюків, а саме використовуються в атракціонах Стіна смерті.

### Моделі 30-х років
З метою скорочення витрат на виробництво, 1932 року інженери Indian створили нову універсальну раму, яку з незначними змінами застосували для нових моделей одразу трьох різних сімейств мотоциклів Scout, Chief і Four. Standard Scout 1932 року побудований на новій рамі, був важчим і громіздкішим за моделі попередніх років. Невдале співвідношення потужності двигуна і маси мотоцикла значно погіршило його характеристики, внаслідок чого нова модель не була успішною на ринку.

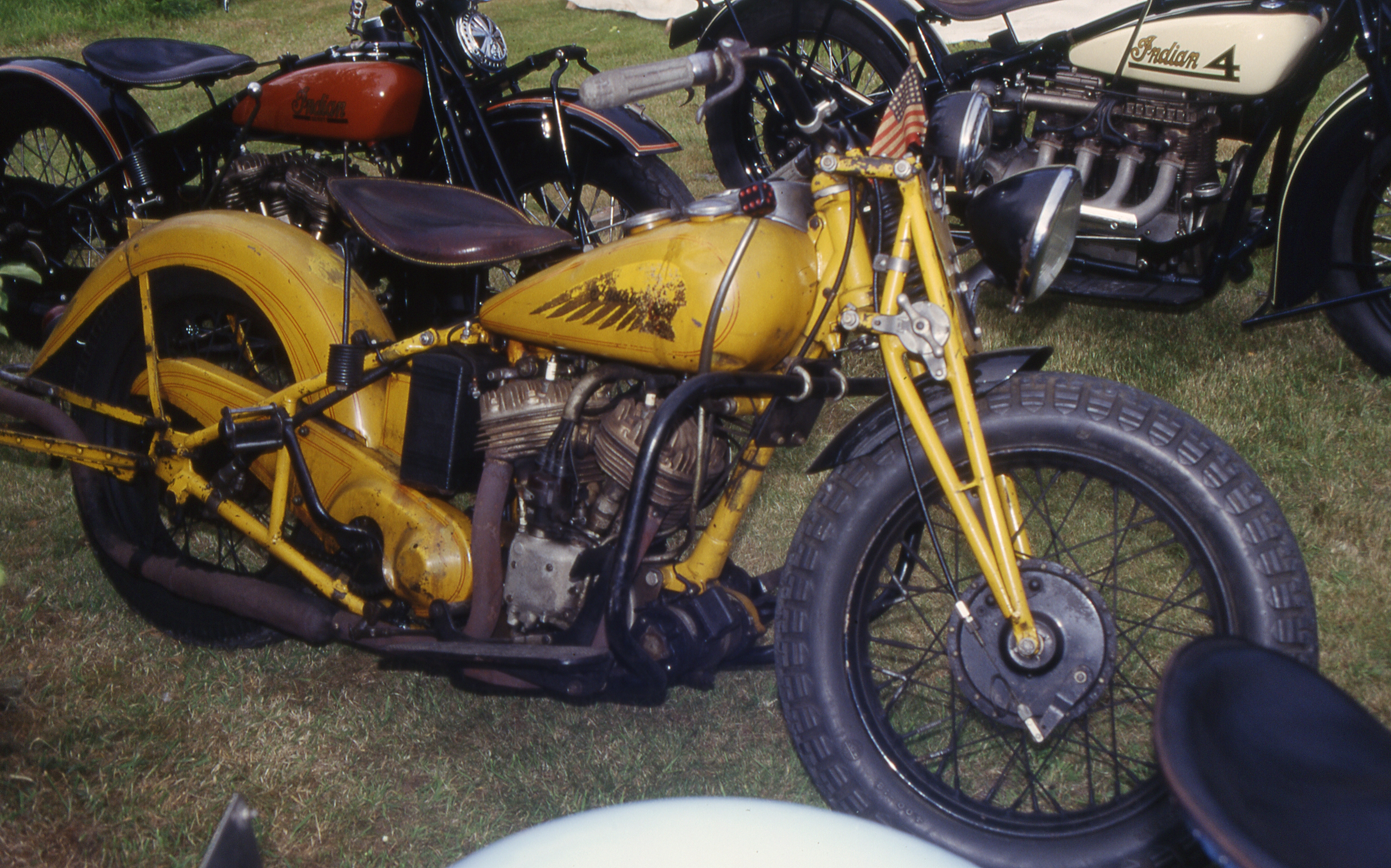
Sport Scout 1939 року

На противагу зважнілому Standard Scout, компанія представила нові моделі Indian Motoplane та Indian Pony Scout. Motoplane являв собою поєднання оригінального двигуна Scout і легкої рами, від знятого з виробництва одноциліндрового мотоцикла Indian Prince. А Pony Scout відрізнявся від нього зменшеним робочим об’ємом двигуна до 30,50 дюймів кубічних (0,5 л). Motoplane виявився невдалим експериментом, потужність двигуна була занадто великою для легкої рами Prince, тому його виробництво швидко згорнули. Натомість Pony Scout, який згодом перейменували на Junior Scout, продовжували виробляти до 1941 року. За моделями Pony і Junior закріпилася жаргонна назва "Thirty-Fifty", яка походила від об'єму їхнього двигуна (30,50 дюймів кубічних).
Низький рівень продажів Standard Scout і провал Motoplane, змусили компанію переглянути свою стратегію і призвели до появи Sport Scout 1934 року з новою легкою рамою, покращеним карбюратором та легкосплавними головками циліндрів. Нова рама складалася з двох частин, передньої і задньої, вгорі дві частини рами були поєднані між собою болтовим з'єднанням, а знизу вони кріпилися до двигуна. Таким чином, у цій конструкції, двигун виступав як навантажений елемент рами. Ця рама була важчою за раму Prince проте вона також була значно міцнішою і жорсткішою. Новий мотоцикл вийшов на 7 кілограм важчим за модель 101 Scout проте він був значно легшим за Standard Scout. Спеціально налаштований Sport Scout став переможцем перших перегонів Daytona 200, що відбулися 1937 року.

### Військові моделі часів Другої світової війни
Під час другої світової війни, Indian зосередився переважно на військових замовленнях, значно скоротивши випуск цивільної продукції. Серед мотоциклів Indian призначених для військового використання чільне місце посідали моделі похідні від цивільних Scout. Так Детройтське управління боєприпасів армії США, впродовж 1940-1945 років закупило в компанії Indian 38827 мотоциклів для потреб військових сил, з них 34526 мотоциклів (майже 90%) становили моделі 640-B і 741-B.
| Модель              | 640-B                         | 741-B                         |
| Цивільний прототип  | Sport Scout                   | Junior Scout                  |
| Об'єм двигуна:      | 45,0 дюймів кубічних (0,74 л) | 30,5 дюймів кубічних (0,50 л) |
| Потужність двигуна: | 22 к. с.                      | 15 к. с.                      |
| Трансмісія:         | 3-ступенева                   | 3-ступенева                   |
| Розмір коліс:       | 457x102 мм                    | 457x89 мм                     |
| Передня підвіска:   | пружинна                      | пружинна                      |
| Задня підвіска:     | жорстка                       | жорстка                       |
| Вага порожнього:    | 220 кг                        | 233 кг                        |

Модель 640-B — була військовою модифікацією цивільного Sport Scout. Мотоцикл був оснащений двигуном об'ємом 0,74 л., розвивав максимальну потужність 22 к. с. і міг розганятися до 120 км/год. Загалом було виготовлено 2531 мотоцикл, виробництво цієї моделі тривало з 1940 по 1942 рік. Частину мотоциклів виготовили у варіанті з бічними колясками. Весь тираж мотоциклів моделі 640-B, надійшов на озброєння армії США, у військові частини на території США і безпосередньої участі в бойових діях ці машини не приймали.

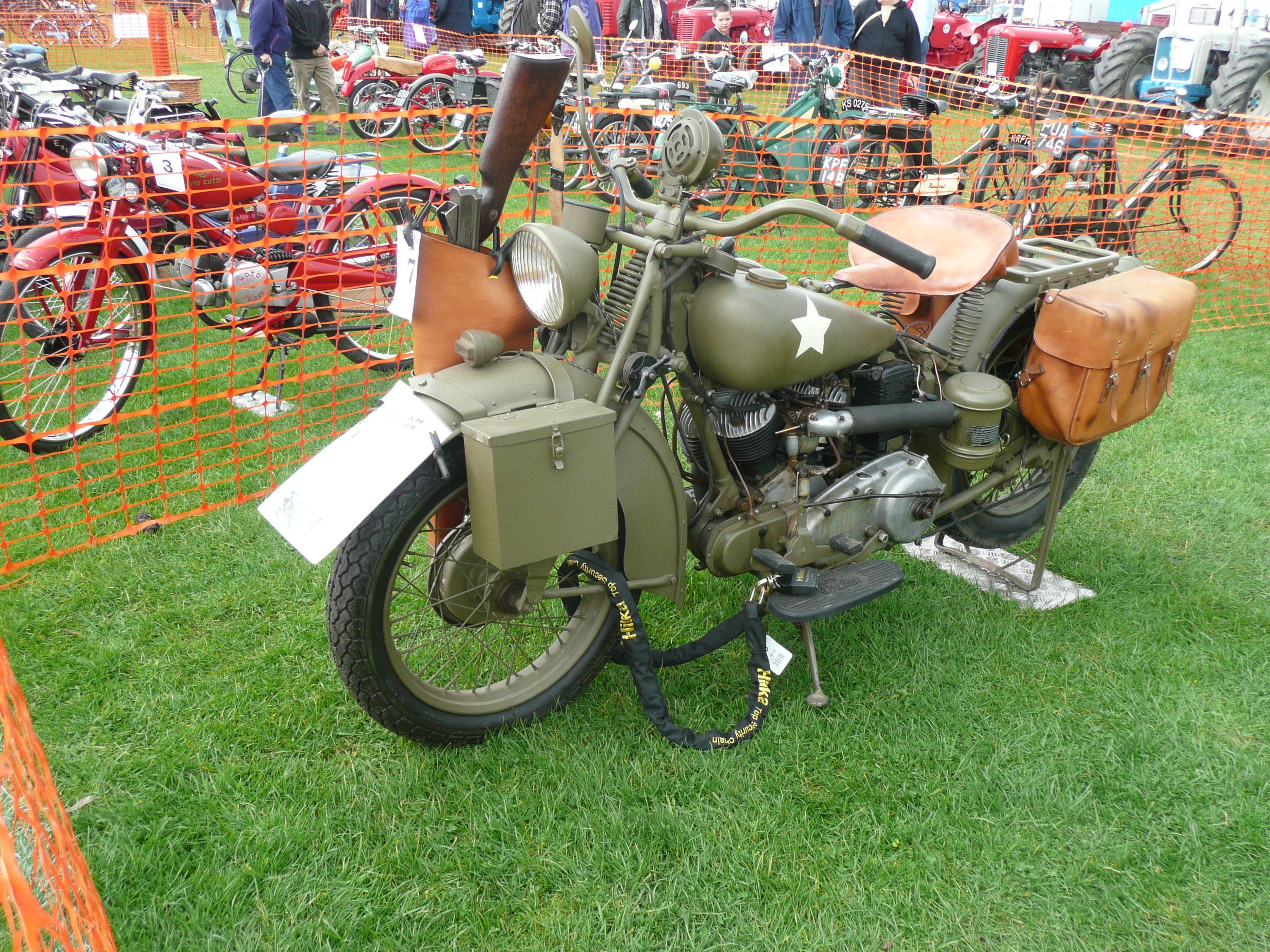
Військовий Indian 741-B

 Модель 741-B було розроблено на прохання Британської закупівельної комісії, з метою створити мотоцикл, який був би економічнішим за більшість інших моделей американських військових мотоциклів. За основу взяли Junior Scout з двигуном об'ємом 0,5 літра, двигун якого додатково дефорсували, для можливості використання бензинів з низькими октановими числами. Ця модель, виготовлялася з 1941 по 1943 рік, загальна чисельність виготовлених машин сягала від 32 до 35 тисяч екземплярів, що зробило цю модель найбільш масовим військовим мотоциклом в історії компанії Indian. Переважна більшість виготовлених машин, за програмою Ленд-лізу було поставлено заокеанським союзникам США:
- Велика Британія — 7600
- СРСР — 5100
- Австралія — 4158
- Нова Зеландія — 3616
- Індія — 1000
- Польща — 683
- ПАР — 72
- Іран — 25

Також певна частина цих машин перебувала на озброєння американської армії. У стандартній комплектації мотоцикл оснащувався міцним сталевим багажником, шкіряними сідловими сумками, шкіряними піхвами для пістолета кулемета .45 калібру, сталевим ящиком для боєприпасів, та ручними інструментами..

### Післявоєнні моделі
Після завершення другої світової війни з усіх цивільних моделей відновили серійне виробництво лише Indian Chief. Решту довоєнних моделей, серед яких був і Scout, запускати у виробництво не поспішали. Роботи з проєктування нової моделі Scout також припинили на користь створення принципово нової лінійки мотоциклів з модульними, одноциліндровими і двоциліндровими рядними двигунами.

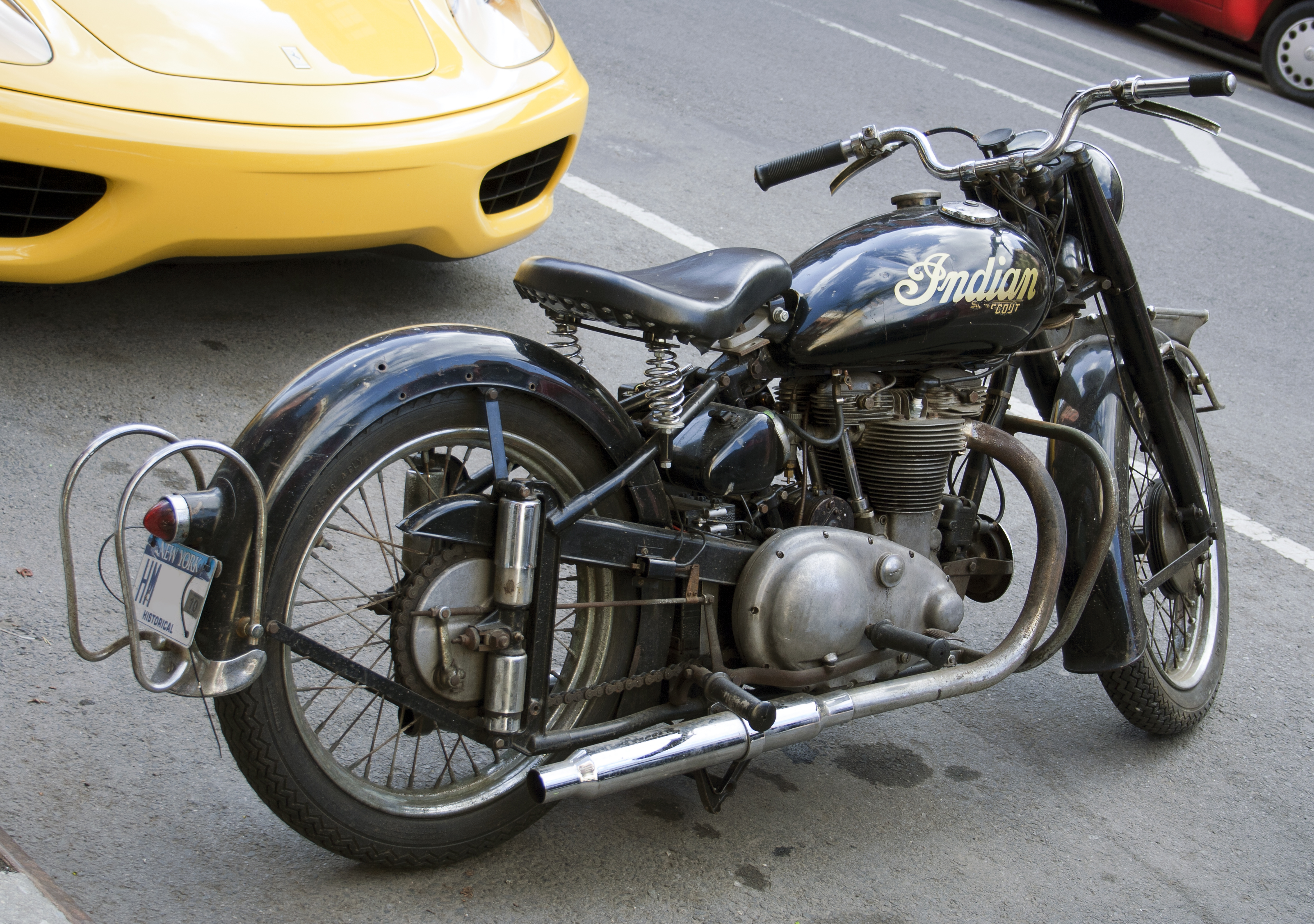
Модель 249 Scout остання з моделей Scout створена оригінальною Indian Motocycle Company

1948 року було зібрано не більше 50 екземплярів моделі 648 Sport Scout (також їх називали Big Base Scout). Ця модель створювалася спеціально для перегонів, відповідно до регламенту AMA і їх передали професійним гонщикам. Флойд Емде на моделі 648 здобув перемогу в перегонах Daytona 200, 1948 року. 648 Sport Scout вважається останнім представником традиційних Indian Scout.
Також 1949 року було представлено декілька нових мотоциклів з новими модульними двигунами, серед яких була присутня модель 249 Scout. Нове покоління мотоцикла було прогресивним за тогочасними мірками і сильно відрізнялась від всієї попередньої продукції компанії Indian. Модульна конструкція двигуна, литий блок циліндрів, відмова від концепції V-Twin на користь рядного розміщення циліндрів. При об'ємі двигуна 0,44 л його потужність досягала 20 кінських сил. Мотоцикл був оснащений телескопічними амортизаторами попереду і мав плунжерну підвіску ззаду, а його повна маса становила 127 кг. Ця модель створювалась у парадигмі європейських традицій мотоциклетної промисловості і була націлена на конкуренцію з європейськими мотоциклами класу 500 мм³. Проте 249 модель поступалася європейським аналогам за потужністю, до чого додалися проблеми з низькою якістю виробництва на новому конвеєрі, створеному спеціально для цих мотоциклів. Ці фактори сукупно призвели до провалу продажів 249 Scout, і вже наступного 1950 року модель зняли з виробництва, замінивши її на Indian Warrior зі збільшеним об'ємом двигуна. Модель 249 Scout стала останнім представникам лінійки Scout в історії оригінальної Indian Motocycle Company. 1953 року компанія припинила своє існування.

### «Gilroy» Scout
В грудні 1998 року завершилась невизначеність і судова тяганина тривалістю майже півстоліття, яка стосувалась прав на торгову марку Indian Motorcycle в північній Америці. Федеральний суд присудив право власності компанії «IMCOA Licensing America Inc», що відкрило шлях до відновлення легендарного бренду мотоциклів. Слідом за цим відбулося злиття ряду компаній виробників мотоциклів в єдину «The Indian Motorcycle Company of America» (IMCA), штаб-квартира і виробничі потужності якої знаходилась у м. Гілрой, у Каліфорнії. Починаючи з 1999 року IMCA відновлює виготовлення мотоциклів під брендом Indian.
Починаючи з 2001 року в лінійці моделей компанії з'являється Indian Scout оснащений двигуном V-twin повітряного охолодження, об'ємом 88 дюймів кубічних (1,44 л), який виготовляли на заводі IMCA зі складових частин виробництва компанії S&S Cycle. Двигун розвивав 75 кінських сил і працював у парі з п'ятиступеневою трансмісією, зібраною за ліцензією компанії RevTech. Випуск Scout в Гілрої тривав з 2001 по 2003 рік і припинився в зв'язку з банкрутством компанії у вересні 2003 року
.

### Відродження легендарного бренду
У черговий раз бренд Indian 2006 року відродила дочірня компанія «Indian Motorcycle Company», що базувалася в місті Кінгс-Маунтен, штату Північна Кароліна, і входила до складу холдингу Stellican Limited. Згодом 2011 року компанію Indian Motorcycle Company поглинула корпорація Polaris Inc., яка значно розширила й масштабувала виробництво.

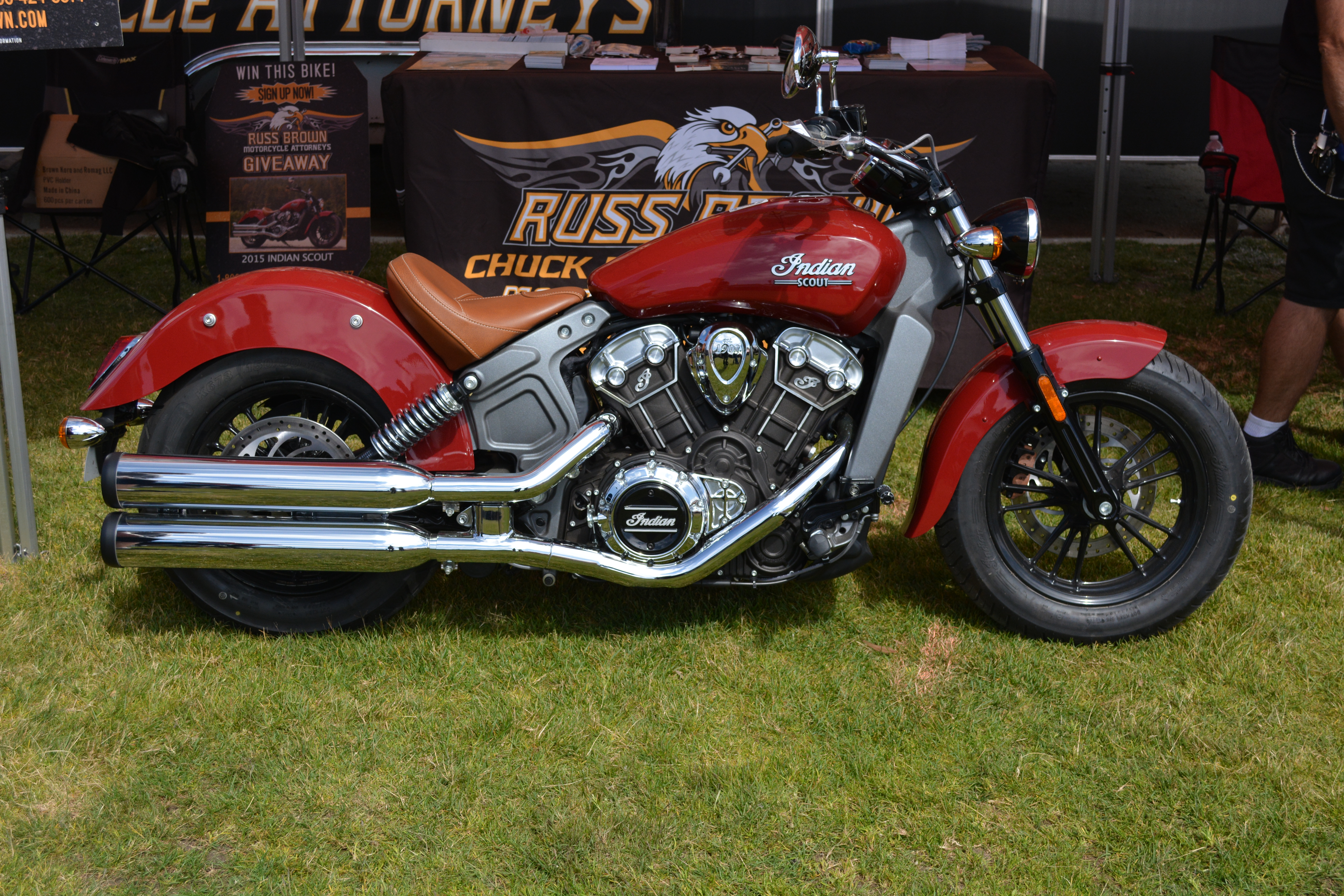
Indian Scout 2015 модельного року

 Перший Scout у модельному ряду сучасної компанії було представлено 2015 року. Компанія добре підготувалася до повернення на ринок легенди американської мотоциклетної індустрії. Мотоцикл повністю створили з нуля. Для нього було розроблено повністю новий двигун. Вперше в історії бренду Indian було використано двигун з рідинним охолодженням. Новий V-twin з об'ємом 69 дюймів кубічних (1,13 л), надавав мотоциклу нечувані раніше 100 к. с. потужності на 8100 об/хв, і 98 нм крутного моменту на 5900 об/хв. Міцна і легка рама нового мотоцикла виготовлена з алюмінієвого сплаву, спроєктована таким чином, щоб мати низьку висоту сидіння і загалом низький центр ваги. Новий Scout мав найменшу вагу у своєму класі, станом на 2015 рік, а вкупі з новим потужним двигуном і шестиступеневою трансмісією цей мотоцикл виявився напрочуд швидким і маневровим. При цьому дизайнери компанії намагалися продемонструвати в зовнішності мотоцикла спадковий зв'язок з найуспішнішими моделями першої половини XX століття. Вже наступного 2016 року, модельний ряд поповнився дешевшою моделлю Indian Scout Sixty, яка була майже тотожною базовим моделям Scout, лише мала двигун зменшеного об'єму і п'ятиступеневу трансмісію. 
|                     | Scout 2015 року                                                                                       | Scout Sixty 2016 року                                                                                 |
| ------------------- | --- | --- |
| Параметри двигуна   | | |
| Тип двигуна:        | Чотиритактний, восьмиклапанний V-twin рідинного охолодження, з розвалом циліндрів 60° і ГРМ типу DOHC | Чотиритактний, восьмиклапанний V-twin рідинного охолодження, з розвалом циліндрів 60° і ГРМ типу DOHC |
| Об'єм двигуна:      | 69"³ (1,13 л)                                                                                         | 61"³ (1,00 л)                                                                                         |
| Діаметр поршня:     | 99 мм                                                                                                 | 93 мм                                                                                                 |
| Хід поршня:         | 73,6 мм                                                                                               | 73,6 мм                                                                                               |
| Компресія:          | 10,7:1                                                                                                | 10,7:1                                                                                                |
| Потужність двигуна: | 100 к. с. при 8100 об/хв                                                                              | 78 к. с. при 7300 об/хвП                                                                              |
| Крутний момент:     | 98 н·м при 5900 об/хв                                                                                 | 89 н·м при 5600 об/хв                                                                                 |
| Трансмісія:         | 6-ступенева                                                                                           | 5-ступенева                                                                                           |
| Параметри мотоцикла | | |
| Колісна база:       | 1562 мм                                                                                               | 1562 мм                                                                                               |
| Розмір коліс:       | 16"x3,5"                                                                                              | 16"x3,5"                                                                                              |
| Висота сідла:       | 643 мм                                                                                                | 643 мм                                                                                                |
| Передня підвіска:   | телескопічні амортизатори                                                                             | телескопічні амортизатори                                                                             |
| Задня підвіска:     | пружинна                                                                                              | пружинна                                                                                              |
| Вага порожнього:    | 244 кг                                                                                                | 246 кг                                                                                                |

Починаючи з 2024 року, в лінійці з'являється модель 101 Scout, яка стала найпотужнішою і найдорожчою модифікацією в модельному ряду Scout. Сучасний 101 Scout оснащений двигуном об'ємом 76 дюймів кубічних (1,25 л), який здатен розвивати потужність 111 к. с., при сухій масі мотоцикла всього 240 кг. Загалом станом на 2025 рік, лінійка мотоциклів Scout розширена до 8 моделей, які виробляються і продаються одночасно. Scout є надзвичайно важливою ланкою в продуктовій лінійці компанії Indian Motorcycle. Продажі Scout становлять 40% від загальних обсягів продажів компанії, та перевищують 50% від продажів за межами США. Scout є рекордсменом із залучення нових клієнтів до бренду Indian, адже за статистикою 93% покупців нових Scout, є новими клієнтами компанії. За 10 років з моменту його презентації 2015 року, компанія продала понад 110 тисяч мотоциклів цієї моделі.

## Унікальні досягнення

### Рекорди швидкості

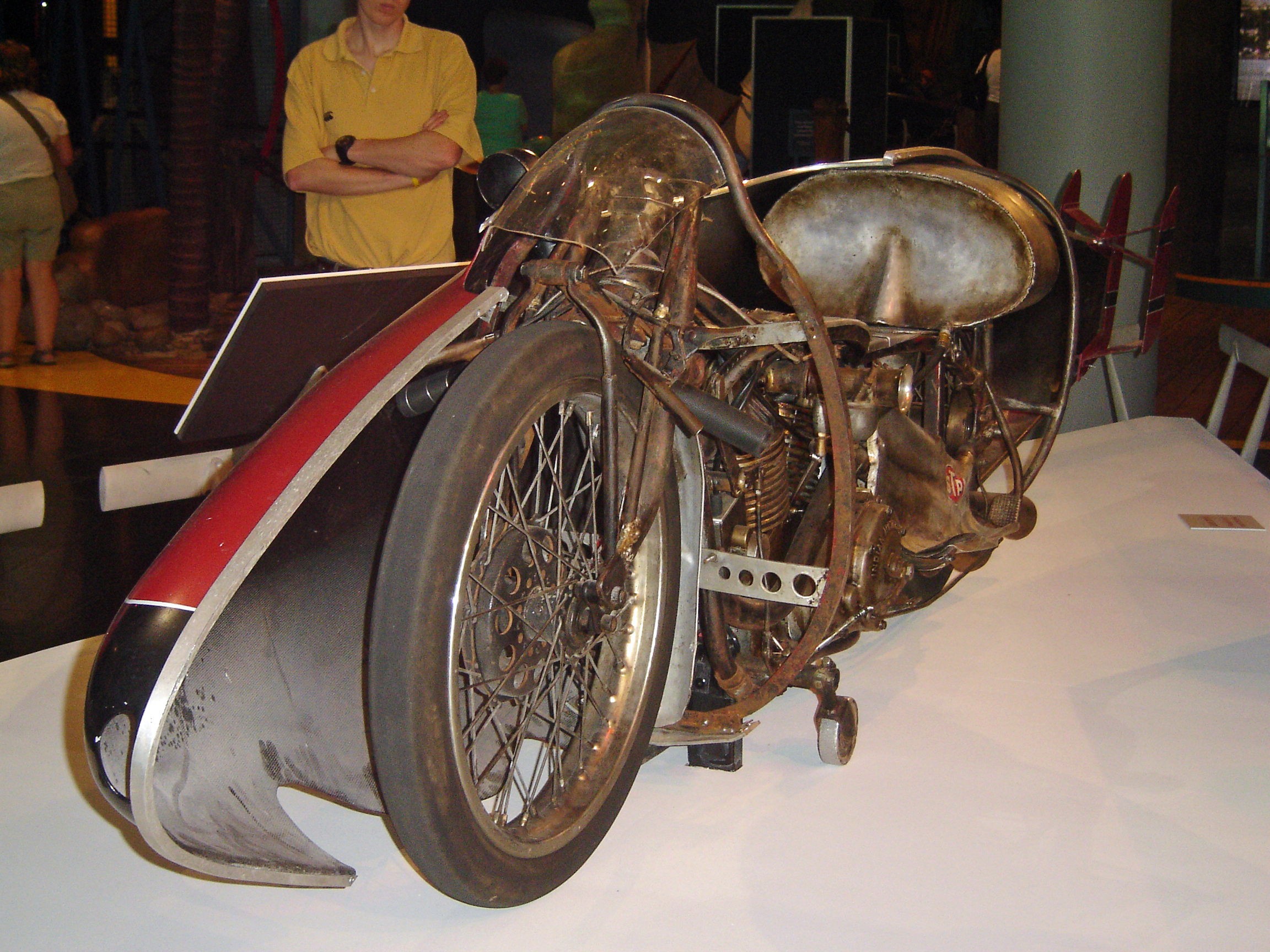
«Burt Munro Special» всередині обтічника

1920 року, в місті Інверкаргілл, Берт Монро — юний новозеландський фермер, який захоплювався технікою і мотоциклами, придбав свій новенький Indian Scout. Це була одна з ранніх моделей мотоцикла. Згодом хлопець захопився мотоперегонами, а починаючи з 1926 року розпочав власноруч модифікувати й удосконалювати свій мотоцикл. Через брак коштів Берт вдосконалював свій мотоцикл власноруч. Він кустарними методами відливав маховики, поршні, кулачки та інші деталі. Він вручну вирізав шатуни з осі трактора Caterpillar і загартовував їх. Було зроблено безліч модифікацій, об'єм двигуна мотоцикла збільшили з заводських 37 дюймів кубічних (0,61 л), до 58 дюймів кубічних (0,95 л), для передачі потужності від двигуна використовували потрійний ланцюг. У кінцевому варіанті мотоцикл було повністю закрито легким обтічником, щоб зменшити аеродинамічні втрати. Роботи з модифікації мотоцикла тривали десятиліттями і їх результатом стало створення рекордного мотоцикла «Burt Munro Special».

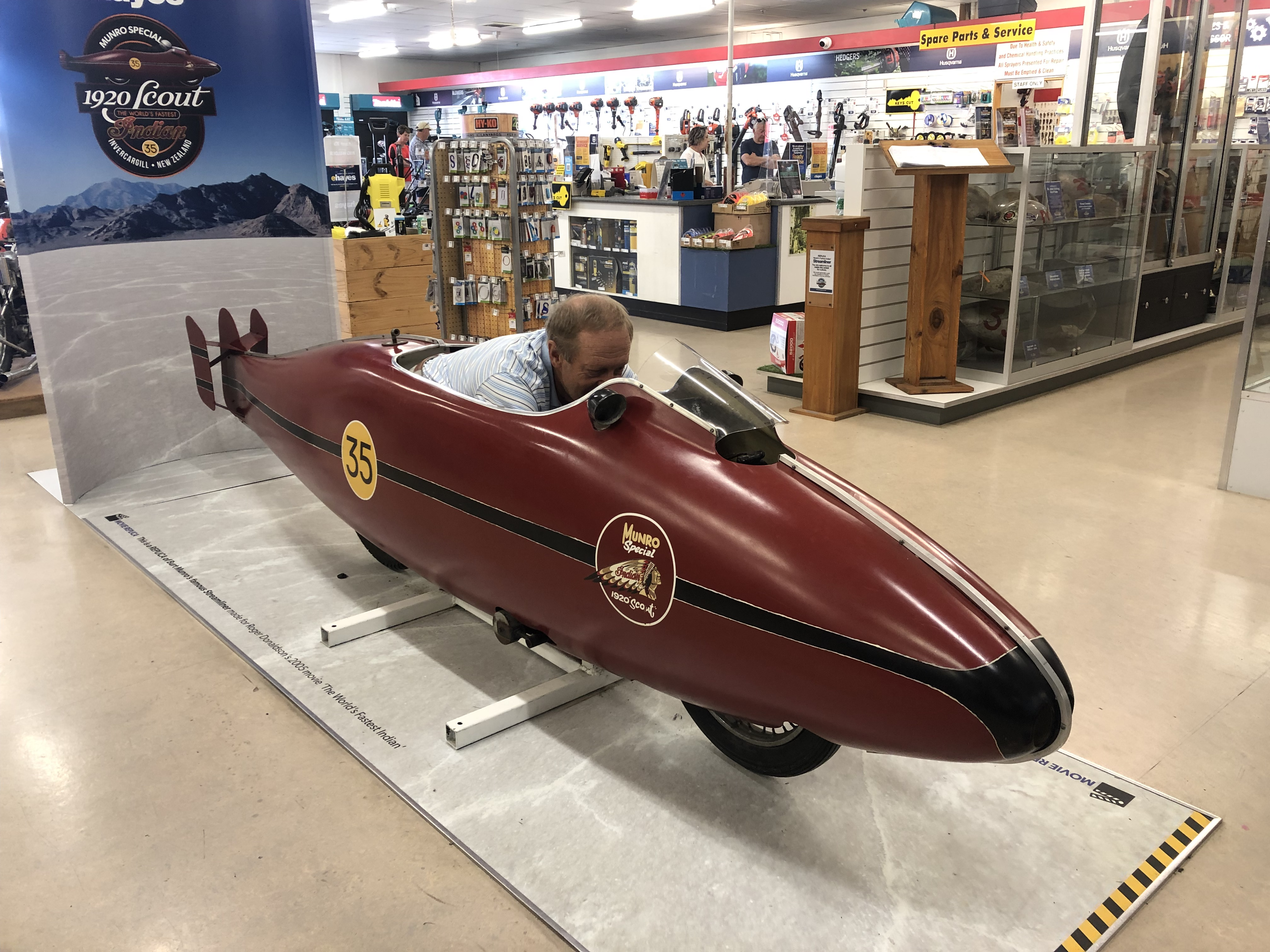
Рекордний мотоцикл «Burt Munro Special»

Берт Монро захоплювався рекордними перегонами, які щорічно, у серпні, відбувалися на Бонневільській соляній рівнині. Він відвідував Бонневіль 14 раз, перші три рази як турист, а згодом 10 років поспіль, з 1962-го по 1971-ий роки, Берт брав участь у перегонах на своєму модифікованому мотоциклі. За ці 10 років він встановив 3 абсолютних світових рекорди швидкості. Востаннє він був в Бонневілі 1975 року, як глядач. 
Рекорди встановлені Бертом Монро відносяться до розряду так званої «летючої милі» (англ. Flying Mile). Замір швидкості відбувається шляхом вимірювання часу проходження контрольованої дистанції довжиною у 1 милю. Дистанцію необхідно пройти двічі в протилежних напрямках, щоб нівелювати вплив атмосферних умов. Результат досягнутий у двох заїздах усереднюється. У цих заїздах використовується так званий «летючий старт» (англ. Flying Start), тобто траспортний засіб здійснює розгін заздалегідь і перетинає стартову позначку вже на максимально можливій швидкості. Така методика дозволяє досягнути надвисокої точності вимірювань. Берт Монро встановив наступні рекорди:
- 20 серпня 1962 — встановлено рекорд швидкості 178,971 миль/год (288,026 км/год) у класі до 883 см³;
- 22 серпня 1966 — встановлено рекорд швидкості 168,066 миль/год (270,476 км/год) у класі до 1000 см³;
- 26 серпня 1967 — встановлено рекорд швидкості 183,586 миль/год (295,453 км/год) у класі до 1000 см³;

Останній рекорд станом на 2020 рік все ще залишався неперевершеним. Також під час одного з кваліфікаційних заїздів, було зафіксовано миттєву рекордну швидкість понад 205 миль/год (понад 330 км/год), проте цей рекорд офіційно не визнано.
Унікальні досягнення Берта Монро були увічнені 2005 року, в біографічній драмі Найпрудкіший Індіан, головну роль в якій зіграв Ентоні Гопкінс. Починаючи з 2006 року, в Новій Зеландії, відбуваються щорічні спортивні змагання «Burt Munro Challenge», які є однією з найпомітніших подій в автоспорті на території Нової Зеландії. Також 2017 року, на честь п'ятидесятої річниці встановлення останнього рекорду, Лі Манро, за підтримки компанії Indian Motorcycle, відвідав Бонневільський тиждень швидкості, де встановив новий рекорд, на спеціально створеному, до цієї події мотоциклі «Spirit of Munro». Новий мотоцикл не має нічого спільного з моделями Indian Scout, має інший двигун і виступає в зовсім інакшому класі мотоциклів, проте його створили спеціалісти Indian, керував ним один з нащадків легендарного Берта Монро і все це відбувалось на Бонневільській соляній рівнині, рівно через півстоліття після рекорду встановленого самим Бертом Монро.

### Стіна смерті

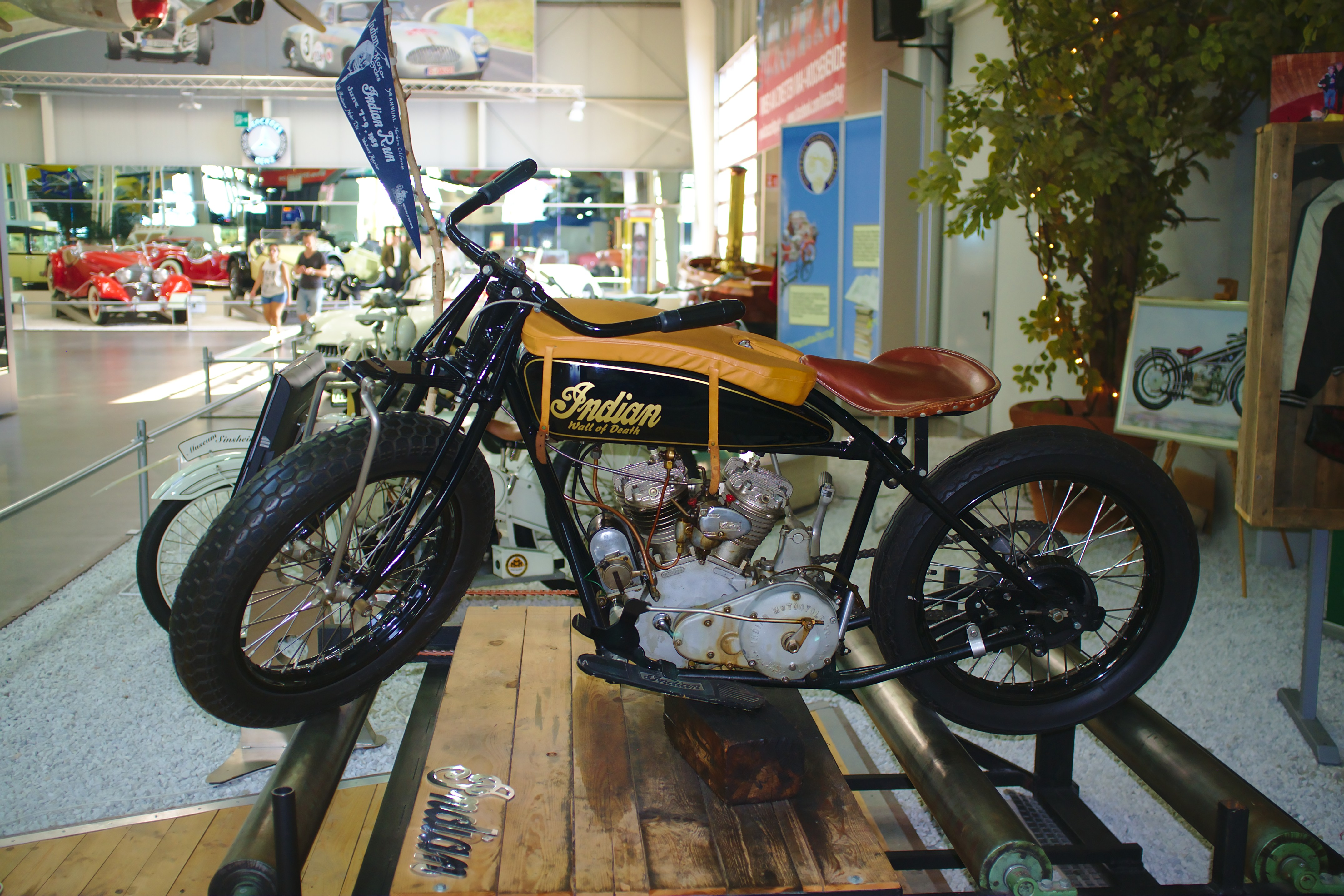
Indian Scout 1928 року, який використовувався на стіні смерті

Перші моделі Scout з'явились у період, коли в усьому світі набирав популярності мотоциклетний атракціон Стіна смерті. Завдячуючи своїм унікальним характеристикам, Indian Scout посіли чільне місце серед мотоциклів які використовували у цьому атракціоні. Inidian Scout мав багато переваг, перед іншими моделями мотоциклів. Надзвичайно жорстка рама, мала маса, низький центр інерції, відмінна керованість, достатньо потужний чотиритактний двигун, який не викидав мастило у вихлопі. Крім того певні особливості дизайну мотоцикла були додатковими факторами, які підвищували його популярність як трюкового мотоцикла. Так плаский зверху бак і листові ресори над переднім колесом, були додатковими точками на які можна було опиратися під час виконання акробатичних елементів. Мотоцикли для стіни смерті зазвичай зазнавали додаткових модифікацій. Для зменшення маси з них знімали крила, та інші необов'язкові елементи дизайну. На раму могли наварюватися додаткові опорні елементи. Indian Scout домінували на цьому атракціоні в минулому, і навіть у XXI столітті, попри те, що вік деяких із цих мотоциклів перевищив столітню відмітку, вони досі залишаються у строю і використовуються деякими колективами що працюють на стіні смерті.